# 글로벌 개더링

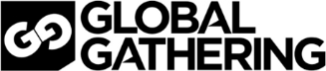
로고

글로벌 개더링(영어: Global Gathering)은 2001년 MAMA & 컴퍼니에 의해 처음 시작된 일렉트로닉 댄스 음악 축제이다.